# Ludwig Goldbrunner
Ludwig Goldbrunner (München, 1908. március 5. – 1981. szeptember 26.) válogatott német labdarúgó, hátvéd, edző.

## Pályafutása

### Klubcsapatban
1927 és 1945 között a Bayern München labdarúgója volt, ahol 1932-ben német bajnok lett a csapattal. A bajnoki döntőn Nürnbergben 2–0-ra győzött a Bayern az Eintracht Frankfurt ellen.

### A válogatottban
1933 és 1940 között 39 alkalommal szerepelt a német válogatottban. Tagja volt 1936-os berlini olimpián és az 1938-as franciaországi világbajnokságon részt vevő együttesnek.

### Edzőként
1938 és 1943 között, még játékosként volt a Bayern München vezetőedzője. 1945–46-ban a TSV 1860 München szakmai munkáját irányította.

## Sikerei, díjai
Bayern München
- Német bajnokság
  - bajnok: 1931–32